# 林玉明
林玉明，（1911年 1912年秋—1941年7月1942年7月），家名林炳曾，化名林枫、林鸣凤、邱琳 。
生于广东梅县 丙村镇竹筒坝 的农民家庭。
1919年，入梅县丙村正本学校读书。
1926年春，考入丙镇中学。
1926年冬，同温文根、郭潜等同学参加了中国共产主义青年团。
1927年下半年，中共丙村区委成立，共青团丙村支部升格为区委。温文根为书记，林玉明与郭潜分任宣传、组织工作。
1927年转为中国共产党党员。
1927年任共青团梅县县委书记。
1928年春，党团组织合并，加入中国共产党，任中共丙村区委委员，负责联系丙村镇工人支部的工作。
1928年夏秋间，调到共青团梅县县委工作，先担任宣传部长、后任组织部长团县委书记。
1929年10月，配合中共梅县县委策应朱德率领的红军进军梅县。
红军退出梅城后，被国民党当局怀疑逮捕入狱。
在狱中，拒不承认参加革命活动，于1930年6月由同族乡绅林益岳保释出狱。
出狱后，根据丙村地下党组织的安排，同陈孟仁、陈慰慈一起到上海暂避。
1933年初，和陈慰慈从上海回到梅县松口松西公学任教。
1933年入伍。
同年8月，担任《松口周报》编辑，通过办报宣传革命思想。
1935年春，和陈慰慈及共青团员王勉、陈海萍、谢影等人组织青年成立松口青年读书会。
1936年初，成立松口共产主义小组，被推选为组长。
1936年12月下旬，参加中共韩江工委领导的梅县抗日义勇军。
1937年1月，中共梅县党组织重建，松口共产主义小组撤销。
1937年2月，经组织批准，恢复了党籍，并受组织委派到松源六甲中学任教。
1938年2月，到悦来公学任教。成立中共悦来支部。
1939年9月，被调到中共江西省委，任执行委员兼统战部长。
1941年7月在江西省吉安市活动时被捕就义。中共江西省委委员
因患严重肺病住院治疗。 
1942年7月，因遭人举报，在医院被国民党特务扼死。
1. 1 2 3 4 5 6  梅州市志 第三章 革命烈士英名录 http://www.gd-info.gov.cn/shtml/meizhou/mzsz/33%E4%BA%BA%E3%80%80%E3%80%80%E7%89%A9/3303.htm （页面存档备份，存于）
2. 1 2 3 4 5 6 7 8 9 10 11 12 13 14 15 16 17 18 19 20 21 22 23 24 25 26 27  中华英烈大辞典 （下册）
3. 1 2 3 4 5 6 7 8 9 10 11   《中华著名烈士 第二十卷》 中华人民共和国民政部编 第456页
4. 1 2 3 4 5 6 7 8 9  《广东革命史辞典》 卢权主编 第310页
5. ↑  .   [2013-04-13]. （原始内容存档于2015-02-10）.
6. ↑   《中华著名烈士 第二十卷》 中华人民共和国民政部编 第456页
7. ↑  《梅县妇女志》 梅县市妇联编  第33页